# Luis Javier Mosquera
Luis Javier Mosquera Lozano, né le 27 mars 1995 à Yumbo, est un haltérophile colombien. Il remporte une médaille de bronze lors des Jeux olympiques d'été de 2016 à Rio de Janeiro au Brésil.

## Vie privée
Luis Javier Mosquera Lozano, né le 27 mars 1995 à Yumbo, a pour parents José Mosquera et Darly Lozano.

## Carrière sportive
Aux Jeux olympiques d'été de 2016, il concourt dans la catégorie des moins de 69 kg en haltérophilie. À l'issue de la compétition, il se classe au quatrième rang en levant 338 kg. Néanmoins, il obtient la médaille de bronze après la disqualification pour dopage de son concurrent kirghiz, Izzat Artykov, alors troisième mais contrôlé positif à la strychnine.